# Atemptat del Metro de Sant Petersburg de 2017
El 3 d'abril 2017, tingué lloc un atac terrorista amb un dispositiu explosiu al Metro de Sant Petersburg entre les estacions de Sennaya Ploshchad i Tekhnologichesky Institut. Inicialment es va informar que nou persones havien mort, i més tard en moriren dos més per les seves lesions. Com a mínim 50 persones més van ser ferides en l'incident. L'explosiu es trobava en un maletí. Es va trobar i desactivar un segon dispositiu explosiu a una altra estació de metro.